# Волошка руська
Волошка руська, блават руський, волошка українська (Rhaponticoides ruthenica syn. Centaurea ruthenica) — рослина, вид роду Centaurea родини айстрові, або складноцвіті.

## Опис
У дикому вигляді росте на Кавказі, в Сибіру, пн. Пакистані й Синьцзяні, у районах середньої смуги СНД і в Західній Європі.
Стебло заввишки до 120 см, пряме, сухувате, у верхній частині розгалужене. Листя перистороздільне, зубчасте. Квіткові голівки — кошики в плівчасто-лускатій оболонці, нечисленні, іноді поодинокі, жовті, до 5 см в діаметрі. Цвіте з кінця червня — начала липня впродовж 30-40 днів.
Рослини невибагливі, морозостійкі. Вимагають сонячного місця розташування і сухих супіщаних ґрунтів. Розмножуються діленням кущів і насінням. Кущі 3-5-річного віку ділять ранньої весни або на початку осені. Насіння при висіві у відкритий ґрунт сходить на 8-12-й день. У фазі двох справжніх листочків сіянці пікірують та висаджують на відстані 10 х 20 см, а восени або наступної весни висаджують на постійне місце. Вирощують волошки в групових посадках при створенні квіткових композицій, а також на зріз.